# Olympische Sommerspiele 1988/Teilnehmer (Ghana)
| Gelbes Symbol für Goldmedaillen mit stilisierten Olympischen Ringen | Graues Symbol für Silbermedaillen mit stilisierten Olympischen Ringen | Braundes Symbol für Bronzemedaillen mit stilisierten Olympischen Ringen |
| ------------------------------------------------------------------- | --------------------------------------------------------------------- | ----------------------------------------------------------------------- |
| —                                                                   | —                                                                     | —                                                                       |

Ghana nahm an den Olympischen Sommerspielen 1988 in Seoul, Südkorea, mit einer Delegation von 16 Sportlern, sechs Frauen und zehn Männern,  an 13 Wettbewerben in drei Sportarten teil. Bei der siebten Teilnahme an Olympischen Sommerspielen für das Land konnte keine Medaille gewonnen werden. 

## Teilnehmer nach Sportarten

### Leichtathletik

#### Frauen
- Mercy Addy
4 × 100 m Staffel: Halbfinale
- Martha Appiah
4 × 100 m Staffel: Halbfinale
- Veronica Bawuah
4 × 100 m Staffel: Halbfinale
- Diana Yankey
100 m: Viertelfinale
100 m Hürden: Erste Runde
4 × 100 m Staffel: Halbfinale
- Juliana Yendork
Weitsprung: 27. Platz in der Qualifikation

#### Männer
- Eric Akogyiram
4 × 100 m Staffel: Halbfinale
- Nelson Boateng
4 × 100 m Staffel: Halbfinale
- Francis DoDoo
Dreisprung: 17. Platz in der Qualifikation
- Salaam Gariba
4 × 100 m Staffel: Halbfinale
- John Myles-Mills
100 m: Halbfinale
200 m: Viertelfinale
4 × 100 m Staffel: Halbfinale
- Emmanuel Tuffour
100 m: Viertelfinale
4 × 100 m Staffel: Halbfinale

### Boxen

#### Männer
- Alfred Ankamah
Weltergewicht: 17. Platz
- Alfred Kotey
Fliegengewicht: 5. Platz
- Ike Quartey
Halbweltergewicht: 9. Platz
- Emmanuel Quaye
Halbmittelgewicht: 32. Platz

### Tischtennis

#### Frauen
- Patricia Offel
Damen Einzel: 41. Platz